# الحاسي
الحاسي بلدة وبلدية تابعة لدائرة عين جاسر في ولاية باتنة يالجزائر.

## وصلات أخرى
- دائرة أولاد سي سليمان
- ولاية باتنة

- باتنة أنفو: موقع باتنة.
- إذاعة باتنة الجهوية: الموقع الرسمي.

1. ↑  "بلدية الحاسي". مؤرشف من الأصل في 2023-12-10.